# Béatrice Poulot
Béatrice Poulot (Saint-Denis, Réunion; 1968) is een Frans zangeres.

## Biografie
Poulot werd geboren op het Franse eiland Réunion in de Indische Oceaan, maar verhuisde op jonge leeftijd reeds naar Parijs. Internationaal is ze vooral bekend vanwege haar deelname aan het Eurovisiesongfestival 1999 namens Bosnië en Herzegovina. Samen met Dino Merlin nam ze deel aan BH Eurosong 1999. Met het nummer Putnici eindigde het duo op de tweede plaats. Echter, Hari Mata Hari, dat aanvankelijk als winnaar uit de bus was gekomen, werd gediskwalificeerd wegens plagiaat. Hierdoor mochten Dino en Béatrice naar Jeruzalem, alwaar ze op de zevende plaats eindigden; het beste Bosnische resultaat tot dan.
1993: Fazla · 
1994: Alma & Dejan · 
1995: Davor Popović · 
1996: Amila Glamočak · 
1997: Alma Čardžić · 
1999: Dino & Béatrice · 
2001: Nino Pršeš · 
2002: Maja Tatić · 
2003: Mija Martina · 
2004: Deen · 
2005: Feminnem · 
2006: Hari Mata Hari · 
2007: Marija Šestić · 
2008: Laka · 
2009: Regina · 
2010: Vukašin Brajić · 
2011: Dino Merlin · 
2012: Maya Sar · 
2016: Dalal & Deen feat. Ana Rucner & Jala